# Aethes affinis
Aethes affinis là một loài bướm đêm thuộc họ Tortricidae. Nó là loài duy nhất được tìm thấy ở Costa Rica.